# غضنفر ركن آبادي
غضنفر محمد ركن آبادي ((بالفارسية: غضنفر رکن‌آبادی‏)؛ 21 مارس 1966 – 24 سبتمبر 2015) كان دبلوماسي إيراني شغل منصب سفير الإيراني لدى لبنان بين عام 2010 و2014. تم تأكيد وفاته في حادثة تدافع منى 2015 التي راح ضحيتها ما لا يقل عن 2,262 شخص.